# Meskala
Meskala (franska: Meskala (CR), Meskala (Commune Rurale), arabiska: مجي) är en kommun i Marocko.   Den ligger i provinsen Essaouira och regionen Marrakech-Safi, i den centrala delen av landet, 400 km sydväst om huvudstaden Rabat. Antalet invånare är 4 220.